# La nostra vita (singolo)
La nostra vita è una canzone di Eros Ramazzotti, scritta dal cantautore romano e musicata da quest'ultimo assieme a Claudio Guidetti. Il singolo anticipa l'uscita dell'album Calma apparente, decimo album del cantautore romano.
Uscito nei negozi il 16 settembre 2005, ma già da alcune settimane programmato alle radio massicciamente, il disco debutta in classifica il 22 settembre, direttamente alla prima posizione, dove rimarrà per tre settimane, non consecutive. In totale il disco rimarrà in top 20 per quasi quattro mesi, diventando uno dei singoli di maggior successo di Ramazzotti. Anche in radio viene frequentemente trasmesso, tanto da contendersi la posizione 1 con Il giorno dei giorni di Ligabue.

## Il video
Il video di "La nostra vita" è stato diretto da Phil Griffin al Black Studios di Londra, su un soggetto dello stesso Ramazzotti. Nel video il cantante esegue il brano esibendosi con il suo gruppo sopra un palco, mentre intorno a lui l'ambiente cambia continuamente.

## Tracce
CD Promo
1. La nostra vita

CD SIngle
1. La nostra vita
2. Nuestra vida

CD Maxi
1. La nostra vita
2. Piccola pietra
3. Nuestra vida

## Formazione
- Eros Ramazzotti - voce, cori
- Claudio Guidetti - lap steel guitar, cori, chitarra elettrica, tastiera
- Rusty Anderson - chitarra tremolo
- Celso Valli - tastiera, pianoforte
- Tony Franklin - basso
- Abe Laboriel Jr. - batteria
- Alex Brown, Beverly Staunton, Jim Gilstrap, Phillip Ingram - cori

## Andamento nelle classifiche italiane
| Posizione | 1 | 1 | 2 | 1 | 3 | 3 | 4 | 11 | 10 | 13 | 16 | 16 | 18 | 17 | 17 | 17 |

## Classifiche

### Classifiche settimanali
| Classifica (2005-2006) | Posizione massima |
| ---------------------- | ----------------- |
| Austria                | 36                |
| Belgio (Fiandre)       | 4                 |
| Belgio (Vallonia)      | 32                |
| Grecia                 | 4                 |
| Italia                 | 1                 |
| Svizzera               | 6                 |

### Classifiche di fine anno
| Classifica (2005) | Posizione |
| ----------------- | --------- |
| Italia            | 4         |
| Svizzera          | 55        |